# Kim Komando
Kimberly Ann Komando (* 1. Juli 1967 in New Jersey) ist eine US-amerikanische Radiomoderatorin, die Sendungen zu Unterhaltungselektronik moderiert. In ihrer wöchentlichen Call-in-Show bespricht sie Gadgets, Websites, Smartphone Apps und Themen wie die Netzsicherheit. Seit 2002 schreibt sie eine Kolumne bei USA Today. 2016 wurde er auf Platz 29 der "Heavy Hundred" Talkhosts geführt.
The Kim Komando Show wird als Syndicat-Programm von 435 Radiostationen in den Vereinigten Staaten sowie zwei Stationen in Ontario, Kanada, übertragen. Damit erreicht ihre Sendung wöchentlich über 1,5 Mio. Hörer. Die Kurzsendung Digital Minute wird wochentäglich von fast 400 Stationen gesendet. Weltweit werden die Programme vom Armed Forces Radio Network in 177 Länder übertragen. Die Sendungen werden nicht über einen der großen US-Radiovermarkter angeboten.
Kim Komando und ihr Mann, Barry Young, betreiben die Vertriebsfirma „Phoenix“, ein TalkRadio-Network, mit dem sie die Sendung verbreiten.
Komando betreibt auch die Homepage Komando.com. Ihr Technik-Newsletter wird von 42 Mio. Abonnenten gelesen.